# K-33
Pour les articles homonymes, voir K33.
Le K-33 (en russe : К-33) est un sous-marin nucléaire de classe Hotel II (code OTAN)/Projet 658 de la Marine soviétique. Rattaché à la Flotte du Nord il porte le numéro d'identification 921. En 1977, il est renommé K-54.
Le K-33 est construit à l'usine no 902 de Severodvinsk, dans l'oblast d'Arkhangelsk, comme sous-marin de classe Hotel I, il est lancé le 6 août 1960 et est armé le 5 juillet 1961. En 1964, le K-33 subit des réparations et des modifications pour l'amener aux standards du « projet 658M » (classe Hotel II), un nouveau système lance-missile lui permettant de tirer en plongée est installé. Il est rayé des listes navales en 1990.
Au cours de sa carrière, le K-33 sera impliqué dans deux incidents.

## Incident de Kattegat

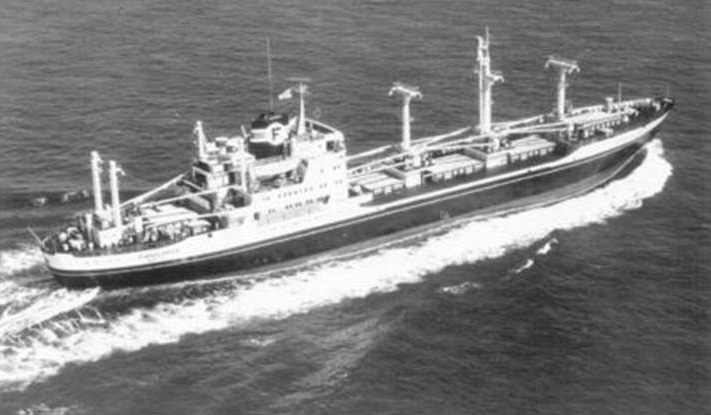
M/S Finnclipper

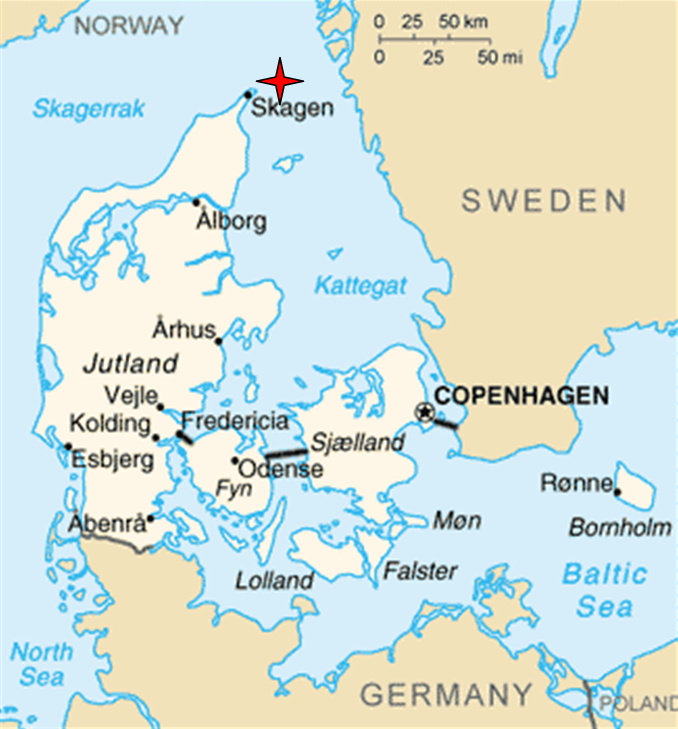
Localisation de l'incident

Le 12 avril 1963, le K-33 entre en collision avec le navire marchand finlandais M/S Finnclipper dans la baie de Cattégat.
Le M/S Finnclipper, appartenant à Enso Gutzeit (fi), faisait route en direction des États-Unis avec une cargaison de 6 000 tonnes de papier. Lorsqu'il atteint le Cattégat, le temps est couvert et la visibilité mauvaise. L'équipage entend un bruit de moteur à bâbord à 11 h 5 et un sous-marin émerge. Le Finnclipper vire à tribord pour tenter d'éviter la collision, mais en vain.
Le Finnclipper se met en panne immédiatement et reste sur zone pour voir si le sous-marin était avarié et avait besoin d'aide. Deux officiers soviétiques à bord informent le capitaine finlandais que le flanc du sous-marin avait subi des dégâts et que la structure de la coque avait été déformée. Les officiers soviétiques ne révèlent pas leur nationalité, mais indique qu'il s'agissait d'un sous-marin du Pacte de Varsovie. Les Finlandais parviennent néanmoins à lire clairement le numéro d'identification 921 sur le flanc du sous-marin.
Le K-33 était au moment de l'incident en route pour une patrouille dans l'Atlantique Nord. Le navire finlandais parvient à traverser l'océan Atlantique malgré la fuite. Le K-33 parvient à regagner Mourmansk pour réparer les importants dégâts. Le capitaine du navire finlandais, Runar Lindholm, rédige une déclaration maritime à son arrivée à New York, mais le rapport est classifié pendant 44 ans. Les Soviétiques affirment qu'il ne s'agit pas d'un sous-marin nucléaire, bien que celui-ci ait été clairement identifié. On suppose alors que l'incident est gardé secret en raison du Traité finlando-soviétique de 1948, dans le cadre duquel les Soviétiques auraient interdit aux Finlandais de rapporter cet incident dans les médias ou même d'en rechercher les causes.
Le 4 avril 2007, le capitaine finlandais et le spécialiste maritime Jaakko Varimaa, commandant en second sur le navire finlandais, publient un ouvrage Sukellusvene sumussa (en français : Un sous-marin dans le brouillard) révélant l'accident.
Cependant, d'après certaines sources soviétiques à l'époque de la collision le K-33 était en révision dans la Flotte du Nord, qui a lieu entre le 25 octobre 1962 et le 29 décembre 1964. Plus loin dans cet article il est dit que le  K - 33  était en route pour une patrouille dans l'Atlantique.

## Incident dans l'Arctique
En 1965, le K-33 est impliqué dans une situation d'urgence radiologique dans l'Arctique, impliquant la fuite d'éléments combustibles.

### Sources et bibliographie
- (fi) Jaakko Varimaa, Sukellusvene sumussa, Revontuli, 2007, 283 p. (ISBN 978-952-5170-67-2)